# Vánoční koleda (film, 2001)
Vánoční koleda (v anglickém originále Christmas Carol: The Movie) je britský animovaný film z roku 2001. Režisérem filmu je Jimmy T. Murakami. Hlavní role ve filmu ztvárnili Simon Callow, Kate Winslet, Nicolas Cage, Jane Horrocks a Michael Gambon.

## Obsazení
| Simon Callow     | Charles Dickens/Ebenezer Scrooge |
| Kate Winslet     | Belle                            |
| Nicolas Cage     | Jacob Marley                     |
| Jane Horrocks    | duch minulých Vánoc              |
| Michael Gambon   | duch současných Vánoc            |
| Rhys Ifans       | Bob Cratchit                     |
| Juliet Stevenson | Emily Cratchit                   |
| Robert Llewellyn | starý Joe                        |